# M@STERPIECE
<M@STERPIECE> (마스터피스)는 765PRO ALLSTARS의 악곡이다. 2014년 1월 29일에 싱글로서 일본 컬럼비아에서 발매되었다.

## 개요
765 PRO ALLSTARS 명의로서는, 전작 <CHANGE!!!!>로부터 약 2년 5개월만의 싱글이 된다. 본 곡은, 극장판 <THE IDOLM@STER MOVIE 빛의 저편에!>의 주제가로 사용되었다. 초회 한정반에는, 극장용으로 5.1 ch로 믹스된 주제가 <M@STERPIECE>외, 전5곡 수록한 Blu-ray Disc Audio가 부속된다.
2014년 10월에는 Newtype ×마치★아소비 애니메이션 상품 2014 주제가상을 수상했다.

## 수록곡
이 CD가 첫수록인 곡은 굵은 글씨로 표기한다.

### CD
1. M@STERPIECE
노래: 765PRO ALLSTARS[1]
작사: yura 작곡: 고사키 사토루 편곡: 고사키 사토루, 타카다 류이치
2. 네가 고른 길
노래: 오토나시 코토리 (타키타 쥬리)
작사·작곡: Maiko Fujita[2]편곡: 카와다 루카
3. M@STERPIECE (MOVIE VERSION)
노래: 아마미 하루카 (나카무라 에리코), 호시이 미키 (하세가와 아키코), 키사라기 치하야 (이마이 아사미), 타카츠키 야요이 (니고 마야코), 키쿠치 마코토 (히라타 히로미), 미나세 이오리 (쿠기미야 리에), 후타미 아미/마미 (시모다 아사미), 미우라 아즈사 (타카하시 치아키), 하기와라 유키호 (아사쿠라 아즈미), 가나하 히비키 (누마쿠라 마나미), 시죠 타카네 (하라 유미)
4. M@STERPIECE (오리지널 가라오케)
5. 네가 고른 길 (오리지널 가라오케)

### Blu-ray Disc Audio
초회 한정판 특전.
1. THE IDOLM@STER (MOVIE VERSION)
노래: 765PRO ALLSTARS[1]
작사: 나카무라 메구미, 작곡·편곡: NBGI (사사키 히로토)
2. 잠자는 공주
노래: 키사라기 치하야 (이마이 아사미)
작사: 모리 유리코, 작곡·편곡: NBGI (시이나 고)
3. shiny smile (M@STER VERSION)
노래: 아마미 하루카 (나카무라 에리코), 가나하 히비키 (누마쿠라 마나미)
작사: 아사히마츠리, 작곡·편곡: NBGI (Yoshi)
4. MUSIC♪ (M@STER VERSION)
노래: 아마미 하루카 (나카무라 에리코), 키사라기 치하야 (이마이 아사미), 미우라 아즈사 (타카하시 치아키)
작사: yura, 작곡·편곡: NBGI (와타나베 료)
5. M@STERPIECE (MOVIE VERSION)
노래: 아마미 하루카 (나카무라 에리코), 호시이 미키 (하세가와 아키코), 키사라기 치하야 (이마이 아사미), 타카츠키 야요이 (니고 마야코), 키쿠치 마코토 (히라타 히로미), 미나세 이오리 (쿠기미야 리에), 후타미 아미/마미 (시모다 아사미), 미우라 아즈사 (타카하시 치아키), 하기와라 유키호 (아사쿠라 아즈미), 가나하 히비키 (누마쿠라 마나미), 시죠 타카네 (하라 유미)